# Ивков, Кирил
Кирил Ивков (болг. Кирил Ивков; 21 июня 1946, Перник — 24 мая 2025) — болгарский футболист, игравший на позиции защитника. После завершения игровой карьеры — тренер. Футболист года в Болгарии (1974 и 1975). Заслуженный мастер спорта Болгарии (1973).
Выступал, в частности, за клуб «Левски», а также национальную сборную Болгарии, в составе которой был серебряным призёром Олимпийских игр 1968 года, участник чемпионата мира 1974 года.

## Клубная карьера
Во взрослом футболе дебютировал выступлениями за клуб «Металлург» (Перник), с которым выступал во втором дивизионе чемпионата Болгарии. В 1965 году присоединился к составу клуба «Минёр», за который в сезоне 1965/66 провёл 33 игры в южной группе Б, а в сезоне 1966/67 30 игр в группе А, дебютировав таким образом в высшем дивизионе национального чемпионата.
Летом 1967 года Ивков перешёл в столичный клуб «Левски» и сразу зарекомендовал себя как ключевой игрок основного состава. Всего отыграл в команде 11 сезонов, сыграл 375 матчей, забил 15 голов (293 игры с 9 голами в группе А, 52 игры с 5 голами в национальном кубке и 30 игр с 1 голом в европейских турнирах).
С «Левски» стал чемпионом Болгарии в сезонах 1967/68, 1969/70, 1973/74 и 1976/77, а также обладателем кубка в 1969/70, 1970/71, 1975/76 и 1976/77. В 1973 году Ивкову было присвоено почётное звание «заслуженный мастер спорта», а в 1974 и 1975 году он был признан лучшим футболистом Болгарии.
В 1978 году Ивков перешёл в клуб «Этыр», где стал капитаном команды. За клуб отыграл один сезон 1978/79, в котором «фиалки» финишировали 1-ми в Северной группе Б, выйдя в высшую болгарскую лигу, летом 1979 года окончил свою игровую карьеру в возрасте 33 лет.

## Выступления за сборную
2 октября 1968 года дебютировал в официальных матчах в составе национальной сборной Болгарии в товарищеской игре против сборной Ганы, которую болгары выиграли 10:0. Матч проходил за несколько дней до начала футбольного турнира на летних Олимпийских играх 1968 года в Мексике. В нём Кирилл принял участие в 5 матчах и отметился голом в игре против сборной Таиланда (7:0, 14 октября), а Болгария вышла в финал и выиграла серебряные медали. В финальной игре с венграми (1:4) Ивков заработал красную карточку в конце первого тайма.
Затем в составе сборной был участником чемпионата мира 1974 года в ФРГ, где сыграл во всех трёх матчах Болгарии против сборных Швеции, Уругвая и Нидерландов, но болгары не выиграли ни одной игры и не смогли пройти групповой этап.
Всего в течение карьеры в национальной команде, длившейся 12 лет, провёл в её форме 44 матча, забив 1 гол.

## Карьера тренера
В январе 1980 года, спустя несколько месяцев после окончания игровой карьеры, он был назначен помощником тренера национальной сборной Болгарии в штабе Атанаса Пиржелова.
В сезоне 1985/86 был главным тренером клуба «Левски», выиграл Кубок Болгарии. В дальнейшем возглавлял команды «Осам», «Сливен» и «Спартак» (Варна), а последним местом тренерской работы был клуб «Этыр», главным тренером команды которого Кирилл Ивков был с 1998 по 1999 год.
Умер 24 мая 2025 года в возрасте 78 лет.

## Титулы и достижения

### Как игрока
- Чемпион Болгарии (4) :

«Левски» : 1967/68, 1969/70, 1973/74, 1976/77
- Обладатель Кубка Болгарии (4) :

«Левски» : 1969/70, 1970/71, 1975/76, 1976/77

### Как тренера
- Обладатель Кубка Болгарии (1) :

«Левски» : 1985/86

### Индивидуальные
- Футболист года в Болгарии : 1974, 1975